# Air Transat
Air Transat este o companie aeriană al cărui sediu se află în Montreal, Quebec, Canada și care operează zboruri programate și curse charter spre 90 de destinații internaționale în 25 de țări. În timpul sezonului de vară principalele destinații se află în Europa și Canada, iar în timpul sezonului de iarnă cursele principale sunt spre Marea Caraibelor, Mexic, SUA și America de Sud. Bazele sale principale sunt Aeroportul Internațional Toronto-Pearson, Aeroportul Internațional Montreal/Pierre Elliott Trudeau și Aeroportul Internațional Vancouver, cu baze secundare la Aeroportul Internațional Halifax și Aeroportul Internațional Jean Leasge din Quebec.

## Servicii
Air Transat este specializată în zboruri charter către destinații de vacanță pentru turiști, principal în sud pe timpul lunilor de iarnă și în Europa în timpul verii. Zborurile programate Air Transat sunt operate către următoarele destinații (în Ianuarie 2005):
Intern: Montreal, Quebec și Toronto
International: Fort Lauderdale, Glasgow, Londra, Manchester, Nantes, Orlando, Hamburg și Paris
Tot restul destinațiilor oferite de Air Transat sunt zboruri charter

## Flota
- 14 Airbus A310-300
- 3 Airbus A330-200
- 2 Airbus 330-300